# Siddi (Chitwan)
Siddi (nep. सिद्धि) – gaun wikas samiti w środkowej części Nepalu w strefie Narajani w dystrykcie Chitwan. Według nepalskiego spisu powszechnego z 2001 roku liczył on 539 gospodarstw domowych i 3358 mieszkańców (1656 kobiet i 1702 mężczyzn).